# Мейерс, Виестур
Виестур Мейерс (латыш. Viesturs Meijers; 5 декабря 1967, Лимбажи — 9 ноября 2024, Лимбажи) — латвийский шахматист, гроссмейстер (2004).
Начал играть шахматы в 10 лет. Участвовал в составе команды Латвии в юношеских соревнованиях СССР. Виестур Мейерс выиграл чемпионат Латвии по шахматам в 2000 году.
С 1989 до 2010 участвовал в более 80 международных турнирах. Пять раз представлял команду Латвии на шахматных олимпиадах (2000, 2004, 2006, 2008 и 2010) и один раз в командном чемпионате Европы (2001).
Умер 9 ноября 2024 года в возрасте 56 лет после тяжёлой и продолжительной болезни.

## Изменения рейтинга
| Графики недоступны из-за технических проблем. См. информацию на Фабрикаторе и на mediawiki.org. |